# Ceraarachne
Ceraarachne is een geslacht van spinnen uit de  familie van de Thomisidae (krabspinnen).

## Soorten
- Ceraarachne germaini (Simon, 1886)
- Ceraarachne goyannensis (Mello-Leitão, 1929)
- Ceraarachne varia (Keyserling, 1880)